# Лещенко В'ячеслав Сергійович
В'ячесла́в Сергі́йович Ле́щенко (нар. 6 травня 1916 — пом. 30 березня 1978) — радянський військовий льотчик, Герой Радянського Союзу (1943), в роки німецько-радянської війни заступник командира ескадрильї 4-го винищувального авіаційного полку 287-ї винищувальної авіаційної дивізії 4-ї повітряної армії Північно-Кавказького фронту.

## Біографія
Народився 6 травня 1916 року в селищі Борзна, нині місто Чернігівської області в селянській родині. Українець. Закінчив 7 класів борзнянської середньої школи (зараз — гімназія імені П. Куліша). Після школи поступив до Мелітопольського будівельного технікуму. Одночасно з навчанням в технікумі навчався в місцевому аероклубі. Після закінчення аероклубу з 1932 року працював льотчиком-інструктором Мелітопольського аероклубу.
У 1940 році поступив, і в 1941 році закінчив Ульяновську військову авіаційну школу пілотів .
В бойових діях — з 1941 року. Службу проходив в 4-му винищувальному авіаполку 287-ї винищувальної авіадивізії. Літав на літаках типу Як-7Б і Як-9  . Брав участь в Сталінградській битві, Битві за Кавказ, Битві на Курській дузі.
До 20 травня 1943 року заступник командира ескадрильї 4-го вап 287-ї вад лейтенант В'ячеслав Лещенко здійснив двісті вісімдесят п'ять бойових вильотів, в сорока п'яти повітряних боях збив особисто дев'ятнадцять і в групі — дев'ять ворожих літаків.
Указом Президії Верховної Ради СРСР від 24 серпня 1943 року лейтенанту Лещенко В'ячеславу Сергійовичу було присвоєно звання Героя Радянського Союзу з врученням ордена Леніна і медалі Золота Зірка.
21 листопада 1943 року В'ячеслав Лещенко був направлений на навчання у Військово-Повітряну академію. Всього за роки Німецько-радянської війни здійснив понад триста успішних бойових вильотів, узяв участь у п'ятдесяти повітряних боях .
Після закінчення в 1945 році Військово-Повітряної Академії В'ячеслав Сергійович продовжував служити у військовій авіації. В 1959 році закінчив Військову академію Генерального штабу. Обіймав низку командних посад. З 1971 році генерал-майор авіації Лещенко В. С. звільнений в запас .
Останні роки життя В'ячеслав Сергійович Лещенко провів в Ярославлі. Помер В'ячеслав Сергійович Лещенко 30 березня 1978 року. Похований на Західному цивільному кладовищі (Чурілково) Ярославля .

## Бойовий досвід

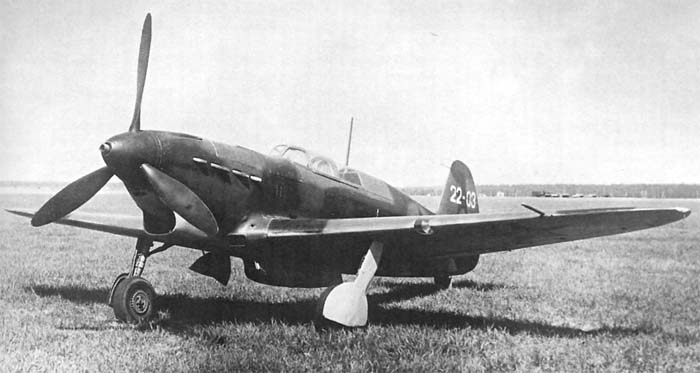
Літак Як-7Б. На такому типі літаків Лешенко В. С. здобував свої повітряні перемоги в небі Сталінграду

В бойовій роботі командир ланки, а потім ескадрильї винищувачів, лейтенант Лещенко на власному прикладі доводив переваги наступальної тактики повітряного бою. Демонстрував вміння використовувати раптовий вертикальний маневр, навчав товаришів максимально використовувати тактико-технічні переваги свого літака та користуватися слабкими сторонами машини противника. Головною умовою перемоги в груповому бою вважав чітку координацію дій в групі.

Ситуацію на повітряному фронті і характер дій 287-ї вад в цей період війни вичерпно охарактеризував Георгій Зимін в книзі «Тактика в бойових прикладах: винищувальна авіадивізія» :
| «Влітку 1942 року німецько-фашистське командування почало новий наступ на південно-західному напрямку. На цьому напрямку вони зосередили не менше половини всіх своїх військово-повітряних сил, що діяли проти СРСР. Серед них понад однієї третини становили винищувачі. Положення нашої авіації ускладнювалося й тим, що крім чисельної переваги противник на даному напрямку ввів в дію свої відбірні частини. Тут був зосереджений 4-й повітряний флот, укомплектований найбільш підготовленим особовим складом. Німецько-фашистське командування в районі Сталінграду мало потужне угруповання авіації, яке забезпечувало йому панування в повітрі в моменти найбільшої активності своїх наземних військ. В таких складних умовах 287 іад розпочала свою бойову роботу… З поставлених перед 287 іад бойових завдань головними були знищення бомбардувальників противника на підступах до Сталінграду та забезпечення тактичного панування в інтересах 62-ї армії, яка діяла на даній ділянці фронту. При веденні бойових дій льотчики-винищувачі 287 іад почали переходити все більше від оборонної до наступальної тактики. Багато винищувачі рішуче переходили до ведення повітряного бою із застосуванням вертикального маневру. Повітряні бої велися парами, іноді ланками. Все рішучіше скорочували наші винищувачі і дистанцію відкриття вогню. Всього за Сталінградську операцію 287 іад здійснила 3142 літако-вильоти, було знищено 205 літаків противника… Бойові дії винищувальної авіації із завоювання панування в повітрі в період битви під Сталінградом підтвердили доцільність переходу до наступальної тактики повітряного бою, тому що тільки наступальний бій забезпечував успіх над противником». Оригінальний текст (рос.) «Летом 1942 года немецко-фашистское командование начало новое наступление на юго-западном направлении. На этом направлении они сосредоточили не менее половины всех своих военно-воздушных сил, действовавших против СССР. Среди них более одной трети составляли истребители. Положение нашей авиации осложнялось и тем, что помимо численного превосходства противник на данном направлении ввел в действие свои отборные части. Здесь был сосредоточен 4-й воздушный флот, укомплектованный наиболее подготовленным личным составом. Немецко-фашистское командование в районе Сталинграда имело мощную группировку авиации, которая обеспечивала ему господство в воздухе в моменты наибольшей активности своих наземных войск. В таких сложных условиях 287 иад начала свою боевую работу… Исходя из поставленных перед 287 иад боевых задач главными были уничтожение бомбардировщиков противника на подступах к Сталинграду и обеспечение тактического господство в интересах 62-й армии, действовавшей на данном участке фронта. При ведении боевых действий летчики-истребители 287 иад начинали переходить все больше от оборонительной к наступательной тактике. Многие истребители решительно переходили к ведению воздушного боя с применением вертикального маневра. Воздушные бои велись парами, иногда звеньями. В полетах они стали применять радиосвязь, что улучшило управление самолетами. Все решительнее сокращали наши истребители и дистанцию открытия огня. Всего за Сталинградскую операцию 287 иад совершила 3142 самолето-вылета, было уничтожено 205 самолетов противника… Боевые действия истребительной авиации по завоеванию господства в воздухе в период битвы под Сталинградом подтвердили целесообразность перехода к наступательной тактике воздушного боя, так как только наступательный бой обеспечивал успех над противником». |
Повітряні бої на Таманському півострові характеризуються так (там же, див. ):

| «Навесні 1943 року над Таманським півостровом розгорнулася виключно завзята боротьба за панування в повітрі. З цією метою противник зосередив в середині квітня на аеродромах Криму і Тамані до 1 тисячі бойових літаків 4-го повітряного флоту (510 бомбардувальників, 250 винищувачів, 60 розвідників і 170 транспортних літаків). З нашого боку всього в повітряних боях брало участь понад 900 літаків. Таким чином, було створено приблизно рівне співвідношення сил у повітрі. Розмах цієї боротьби був настільки значний, що в деякі дні над вузькою ділянкою фронту (25-30 км) у день відбувалося до 50 групових повітряних боїв за участю 30-50 літаків і більше з кожної сторони. Боротьба на Кубані ще краще відшліфувала тактичну майстерність наших льотчиків-винищувачів і мистецтво авіаційних командирів. Вертикальний маневр, ешелонування по висоті бойових порядків, чітке управління груповим боєм у повітрі і з землі, добре організована система сповіщення та наведення винищувачів на противника, нарощування сил в бою — все це знайшло тут ще більшого поширення. Винищувачі освоїли такі наступальні прийоми боротьби, як витіснення авіації противника з поля бою, вільне полювання і блокування ворожих аеродромів. Центр повітряних боїв вперше був перенесений на ворожий бік фронту… Повітряним силам противника на Кубані були нанесені непоправні втрати, і боротьба за панування в повітрі на південному фланзі радянсько-німецького фронту була виграна». Оригінальний текст (рос.) «Весной 1943 года над Таманским полуостровом развернулась исключительно упорная борьба за господство в воздухе. С этой целью противник сосредоточил в середине апреля на аэродромах Крыма и Тамани до 1 тысячи боевых самолетов 4-го воздушного флота (510 бомбардировщиков, 250 истребителей, 60 разведчиков и 170 транспортных самолетов). С нашей стороны всего в воздушных боях участвовало более 900 самолетов. Таким образом, было создано примерно равное соотношение сил в воздухе. Размах этой борьбы был столь значителен, что в некоторые дни над узким участком фронта (25-30 км) в день происходило до 50 групповых воздушных боев с участием 30-50 самолетов и более с каждой стороны. Борьба на Кубани еще лучше отшлифовала тактическое мастерство наших летчиков-истребителей и искусство авиационных командиров. Вертикальный маневр, эшелонирование по высоте боевых порядков, четкое управление групповым боем в воздухе и на земле, хорошо организованная система оповещения и наведения истребителей на противника, наращивания сил в бою — все это нашло здесь еще большее распространение. Истребители освоили такие наступательные приемы борьбы, как вытеснение авиации противника с поля боя, свободную охоту и блокирование вражеских аэродромов. Центр воздушных боев впервые был перенесен на вражескую сторону фронта… Воздушным силам противника на Кубани были нанесены невосполнимые потери, и борьба за господство в воздухе на южном фланге советско-германского фронта была выиграна». |
Список повітряних перемог В'ячеслава Сергійовича Лещенка (1942—1943 рр.)
| Дата повітряного бою | Кількість і тип збитих ворожих літаків (особисто/в групі) | Район повітряного бою                     |
| -------------------- | --------------------------------------------------------- | ----------------------------------------- |
| 25.08.1942           | 1/2 Ме-109                                                | озеро Верхнє Погромне                     |
| 07.09.1942           | 1 Ме-109                                                  | сел. Акатовка                             |
| 08.09.1942           | 1 Ме-109                                                  | сел. Кам'яний Буйрак                      |
| 09.09.1942           | 1/6 Ю-88                                                  | ст. Садова                                |
| 13.09.1942           | 1/2 Ю-88                                                  | ст. Єльшанка                              |
| 14.09.1942           | 1/9 Ю-88                                                  | північна околиця Сталінграду              |
| 14.09.1942           | 1/9 Ме-109                                                | південна околиця Сталінграду              |
| 15.09.1942           | 1/6 Ме-109                                                | Сталінград, Рибзаврод                     |
| 16.09.1942           | 1 Ю-88                                                    | Сталінград, Центральний аеродром          |
| 01.11.1942           | 1 Ме-109                                                  | Сталінград, Барикади                      |
| 29.12.1942           | 1 Ме-109                                                  | Сталінград, Пітомник                      |
| 22.04.1943           | 1 Ме-109                                                  | Новоросійськ                              |
| 29.04.1943           | 1 Ме-109                                                  | на північний захід від ст. Кримська       |
| 29.04.1943           | 1 Ме-109                                                  | ст. Кримська                              |
| 03.05.1943           | 1/5 ФВ-189                                                | ст. Неберджаївська                        |
| 08.05.1943           | 1 Хе-120                                                  | на північний схід від ст. Неберджаївська  |
| 08.05.1943           | 1 Ю-87                                                    | на північний захід від ст. Неберджаївська |
| 09.05.1943           | 1 Ме-109                                                  | на південний захід від сел. Молдаванське  |
| 10.05.1943           | 1 Ме-109                                                  | ст. Неберджаєвська                        |
| 26.05.1943           | 1/3 Ме-109                                                | на північний захід від сел. Київське      |
| 26.05.1943           | 1 Ме-109                                                  | на південний захід від сел. Київське      |
| 27.05.1943           | 1 Хе-111                                                  | на північний схід від сел. Київське       |
| 31.07.1943           | 1 ФВ-190                                                  | на північний схід від сел. Злинь          |
| 31.07.1943           | 1/2 ФВ-189                                                | Пешково — Ридань                          |
| 01.08.1943           | 1 ФВ-190                                                  | сел. Однощекіно                           |
| 07.09.1943           | 1 ФВ-190                                                  | на захід від ст. Бетлиця                  |
| 10.09.1943           | 1 ФВ-190                                                  | П'ятницьке                                |
| 14.09.1943           | 1 ФВ-189                                                  | на південь від сел. Погорілівка           |

Таблицю складено за даними джерела. Примітки:
1. ↑  нині Середньоахтубінський район Волгоградської області
2. 1 2  нині Городищенський район Волгоградської області
3. 1 2 3  нині Радянський район міста Волгоград
4. ↑  нині Красноармійський район міста Волгоград
5. ↑  нині місто Кримськ Краснодарського краю
6. 1 2 3  нині Кримський район Краснодарського краю
7. ↑  нині Болховський район Орловської області
8. ↑  нині Знаменський район Орловської області
9. 1 2 3  нині Куйбишевський район Калузької області

## Нагороди
- Медаль «Золота Зірка» Героя Радянського Союзу (№ 1142)
- Орден Леніна
- Орден Червоного прапора
- Орден Олександра Невського
- Орден Вітчизняної війни 2-й ступеня
- Три ордени Червоної Зірки